# Horace Armitage
Horace Armitage là một cầu thủ bóng đá và huấn luyện viên người Anh dẫn dắt Galatasaray từ 1908 đến 1911. Ông cũng thi đấu cho Fenerbahçe trước khi đến Galatasaray SK. Ông cũng là một trong những người thành lập Cadi-Keuy.